# Kim Dae-won
Kim Dae-won, né le 10 février 1997 à Séoul en Corée du Sud, est un footballeur sud-coréen évoluant au poste d'attaquant au Gangwon FC.

## Biographie

### Daegu FC
Né à Séoul en Corée du Sud, Kim Dae-won commence le football au Daegu FC, qu'il rejoint en 2016. Il joue son premier match en professionnel le 25 mai 2016, contre le FC Anyang, alors que son équipe évolue en deuxième division sud-coréenne. Il est titularisé au poste d'ailier gauche lors de cette rencontre, et se fait remarquer en inscrivant également son premier but en professionnel, ce qui ne suffit toutefois pas à son équipe, qui perd la rencontre (3-2). À l'issue de cette saison 2016, le Daegu FC termine deuxième du championnat et se voit promu en première division.
Kim Dae-won découvre donc la K League 1 lors de la saison 2017. Il joue son premier match dans l'élite lors de la première journée, le 4 mars 2017, contre le Gwangju FC (défaite 1-0 de Daegu).

### Gangwon FC
Kim Dae-won rejoint le Gangwon FC en janvier 2021.
Le 11 août 2021, il se fait remarquer en réalisant un doublé lors des quarts de finale de la coupe de Corée du Sud face au Suwon Samsung Bluewings. Ses deux buts permettent à son équipe de s'imposer par deux buts à zéro.

### En sélection
Kim Dae-won représente l'équipe de Corée du Sud des moins de 18 ans. Il joue notamment trois matchs avec cette sélection en 2015.
Avec les moins de 23 ans, il participe au championnat d'Asie des moins de 23 ans en 2020. Lors de cette compétition organisée en Thaïlande, il joue cinq matchs. Il se met en évidence en inscrivant un but lors de la demi-finale remportée face à l'Australie. La Corée du Sud remporte le tournoi en battant en finale l'Arabie saoudite, après prolongation.

## Palmarès
| Daegu FC - Coupe de Corée du Sud (1) : - Vainqueur : 2018. |  | Corée du Sud -23 ans - Championnat d'Asie -23 ans (1) : - Vainqueur : 2020. |